# تیتانیوم دی‌سولفید
تیتانیوم دی‌سولفید (به انگلیسی: Titanium disulfide) با فرمول شیمیایی TiS۲ یک ترکیب شیمیایی است. که جرم مولی آن ۱۱۱٫۹۹ g/mol می‌باشد. شکل ظاهری این ترکیب، روکشی از رنگ طلایی است.